# Willem Karel Marie Vrolik

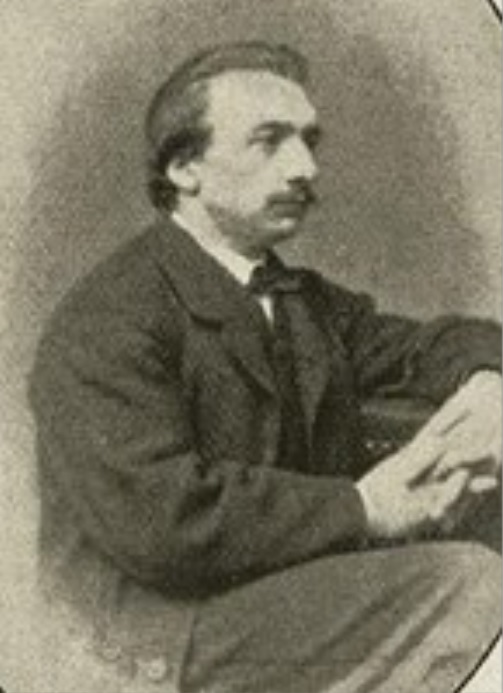
Willem Karel Marie Vrolik

Willem Karel Marie Vrolik (Utrecht, 21 februari 1841 - Baarn, 5 oktober 1904) was een Nederlands politicus.
Willem Karel was zoon van dr. A. Vrolik en A.J. van Gennep. Na de technische school studeerde hij vanaf 1857 aan de Koninklijke Akademie te Delft. Als voorzitter van het studentenkorps kwam hij als voorstander van vrije studie in conflict met het bestuur van de academie. 
Van 1879 tot 1889 was Vrolik directeur-generaal van de Maatschappij tot Exploitatie van Staatsspoorwegen in Utrecht. In 1889 nam hij ontslag als directeur-generaal omdat hij zich niet kon verenigen met het besluit van de raad van commissarissen om samen met de H.IJ.S.M. het spoorwegnet te exploiteren. Naar aanleiding van een artikel 'De Staatsspoorwegen en de schatkist' in De Economist, augustus 1885, schreef hij Het "slecht" beheer der Maatschappij tot Exploitatie van Staatsspoorwegen.
In 1891 werd hij lid van de Tweede Kamer der Staten-Generaal voor het kiesdistrict Amsterdam. In die functie sprak hij vooral over
waterstaatszaken en over koloniale vraagstukken. Als liberaal politicus werd hij gerekend tot de Takkianen.
In 1893 werd als bijvoegsel van de Amsterdammer, weekblad voor Nederland, van 19 maart 1893, een prent afgedrukt van Johan Braakensiek met als onderschrift: Minister van Dedem: "Daar zit ik nu met een half contract, en dat bakken me dat jongste Kamerlid en de man met de onuitgesproken rede." De heeren Gerritsen en Vrolik: "'t Was heusch om bestwil, Excellentie."
Na zijn politieke werk verhuisde hij naar Baarn, maar verbleef veel in het buitenland voor medische behandeling. Na een langdurig lijden overleed hij op 63-jarige leeftijd.